# Rue Matabiau
Pour les articles homonymes, voir Boulevard Matabiau et Rue du Rempart-Matabiau.
La rue Matabiau (en occitan : carrièra Matabiau) est une voie de Toulouse, chef-lieu de la région Occitanie, dans le Midi de la France.

## Situation et accès

### Description
La rue Matabiau est une voie publique. Elle traverse le quartier du même nom.
La rue Matabiau appartient une zone 30 et la vitesse y est limitée à 30 km/h. Entre la place Roquelaine et les boulevards de Bonrepos et Matabiau, la chaussée est séparée en quatre voies de circulation : deux sont réservées aux transports en commun, deux aux automobiles, une dans chaque sens de circulation. La voie de circulation des transports en commun est par ailleurs partagée avec les cyclistes. Entre la place Jeanne-d'Arc et la place Roquelaine, la chaussée ne compte plus que deux voies de circulation, dont une est réservée aux transports publics et l'autre, pour les automobiles, est à sens unique, depuis la place Roquelaine vers la place Jeanne-d'Arc. Il n'existe ni bande, ni piste cyclable, quoiqu'elle soit à double-sens cyclable.

### Voies rencontrées
La rue Matabiau rencontre les voies suivantes, dans l'ordre des numéros croissants (« g » indique que la rue se situe à gauche, « d » à droite) :
1. Place Jeanne-d'Arc
2. Rue Claire-Pauilhac (g)
3. Rue Saint-Orens (g)
4. Rue de l'Orient (d)
5. Place Roquelaine (g)
6. Rue du Commissaire-Jean-Philippe (g)
7. Rue Sainte-Marthe (d)
8. Rue Agathoise (d)
9. Rue Franc (g)
10. Rue Chevreul (d)
11. Rue Volta (g)
12. Boulevard de Bonrepos

### Transports
La rue Matabiau est parcourue et desservie sur toute sa longueur par les lignes du Linéo L9 et du bus 39. De plus, elle aboutit au sud, à la place Jeanne-d'Arc et au-delà au boulevard de Strasbourg, où se trouvent la station de métro Jeanne-d'Arc, sur la ligne , ainsi que les arrêts des lignes de Linéo L1L14 et des bus 15232939. Au nord, la rue Matabiau rencontre le boulevard Matabiau, où marquent l'arrêt les lignes des bus 1527 et à proximité des gares : (SNCF et routière).

## Odonymie
La rue Matabiau porte le nom du quartier qu'elle traverse, le faubourg Matabiau, qui s'étend entre le boulevard de Strasbourg, à l'ouest, et le boulevard Matabiau, à l'est. Ce nom de Matabiau est ancien, puisqu'on le trouve déjà à la fin du XIIe siècle, pour désigner une des portes de l'enceinte du bourg Saint-Sernin (emplacement entre les actuels no 39 et 42 boulevard de Strasbourg) et la rue qui y mène (carraria Mathebovis en latin médiéval, actuelle rue Charles-de-Rémusat). La tradition populaire a rapproché ce nom de mata-biau (mata buòu, « [le lieu où l'on] assomme le bœuf » en occitan) du bœuf qui aurait traîné dans les rues de Tolosa l'évêque Saturnin lors des persécutions religieuses de Dèce en 250. Pierre Salies, s'il ne rejette pas cette hypothèse, rapproche ce nom des grands bovaria qu'on trouvait au nord de la ville au XIe siècle. 
Au Moyen Âge et durant la période moderne, la rue Matabiau était la première partie du chemin d'Albi et de l'Albigeois et était désigné comme tel (cami d'Albi ou d'Albigés en occitan). En 1794, pendant la Révolution française, elle fut désignée comme la rue Civique, mais cette appellation ne subsista pas. En 1806, elle devint la rue du Faubourg-de-Matabiau – le nom de rue Matabiau s'appliquait déjà à l'actuelle rue Charles-de-Rémusat. Ce n'est qu'en 1886, alors que le nom de Rémusat avait été donné à cette dernière, que le nom de la première prit sa forme actuelle.

## Patrimoine et lieux d'intérêt

### Établissements scolaires
- no  40 : école maternelle Matabiau.  Patrimoine XXe siècle (2023)[5].
Le groupe scolaire Matabiau est construit entre 1927 et 1930 pour les habitants des quartiers Matabiau, Bayard et Concorde. Un premier projet est confié en 1912 à l'architecte Joseph Galinier, qui concerne une école maternelle et une école de filles, mais il est abandonné à la suite de la Première Guerre mondiale. Les plans sont repris par l'architecte Jules Milloz, qui mène les travaux à partir de 1927. L'ensemble est inauguré lors de la rentrée 1930. Depuis 2024, le bâtiment abrite la seule école maternelle Matabiau.
La façade sur la rue Matabiau est bâtie en brique avec un solin en pierre de taille. Elle se compose de plusieurs corps de bâtiment : un corps central, large de cinq travées, encadré par deux ailes en retour, larges de deux travées, et s'élève sur deux niveaux. La porte d'entrée de l'école de filles s'ouvre dans l'aile gauche, l'école de garçons dans l'aile droite. Une frise interrompue de fleurs et de feuillages en pierre sculptée court au-dessus du solin. À l'étage, les fenêtres ont des appuis en pierre et de petits garde-corps en fer forgé. Au-dessus, une frise en pierre passe au sommet de l'élévation : elle est sculptée, à l'angle des deux ailes, des armoiries de la Ville de Toulouse. L'élévation est surmontée par un toit-terrasse en béton qui forme un auvent[6].

- no  60-60 bis : école élémentaire Bayard-Matabiau. 
L'école occupe une parcelle rectangulaire très profonde et se développe sur plusieurs ailes délimitant trois cours successives. La façade sur la rue Matabiau est composée de deux corps de bâtiment : à gauche, l'ancienne école de garçons Matabiau, construite à la fin du XIXe siècle (actuel no 60) et à droite, un bâtiment construit dans les années 1950 (actuel no 60 bis). La façade en brique du XIXe siècle s'organise sur trois niveaux (un sous-sol, un rez-de-chaussée et un étage) et se développe sur cinq travées. Elle est rythmée par les pilastres, cannelés au rez-de-chaussée, à bossage à l'étage, qui encadrent les élévations et la travée centrale. La construction des années 1950 est en béton. Les cinq fenêtres à auvent surmontent le porche d'entrée. Un décor en parement de galets anime la façade[7].

### Immeubles
- no  5 : immeuble (années 1930)[8].
- no  30 : immeuble (deuxième moitié du XXe siècle)[9].
- no  47 : immeuble (deuxième moitié du XXe siècle)[10].
- no  59 : immeuble (deuxième moitié du XIXe siècle)[11].
- no  62 : immeuble (1912)[12].
- no  64 : immeuble (années 1930)[13].

- no  80-82 : résidence la Comtale. 
La résidence la Comtale est construite entre 1974 et 1978, sur les plans des architectes Paul Gardia et Maurice Zavagno. Elle occupe un vaste îlot entre le boulevard de Bonrepos, la rue Matabiau, la rue Chevreul et la rue Raymond-IV, à l'emplacement des grands entrepôts de la société Épargne et d'une manufacture de sandales. Elle se distingue par son architecture moderne en gradins, et s'élève sur treize niveaux (un sous-sol, un rez-de-chaussée et onze étages), pour un ensemble de 301 logements. Elle présente un plan en S qui permet de ménager deux grandes cours jardins. Aux étages, les appartements sont prolongés par une terrasse qui compte de grandes jardinières, favorisant la végétalisation de la résidence[14].